# World Tower

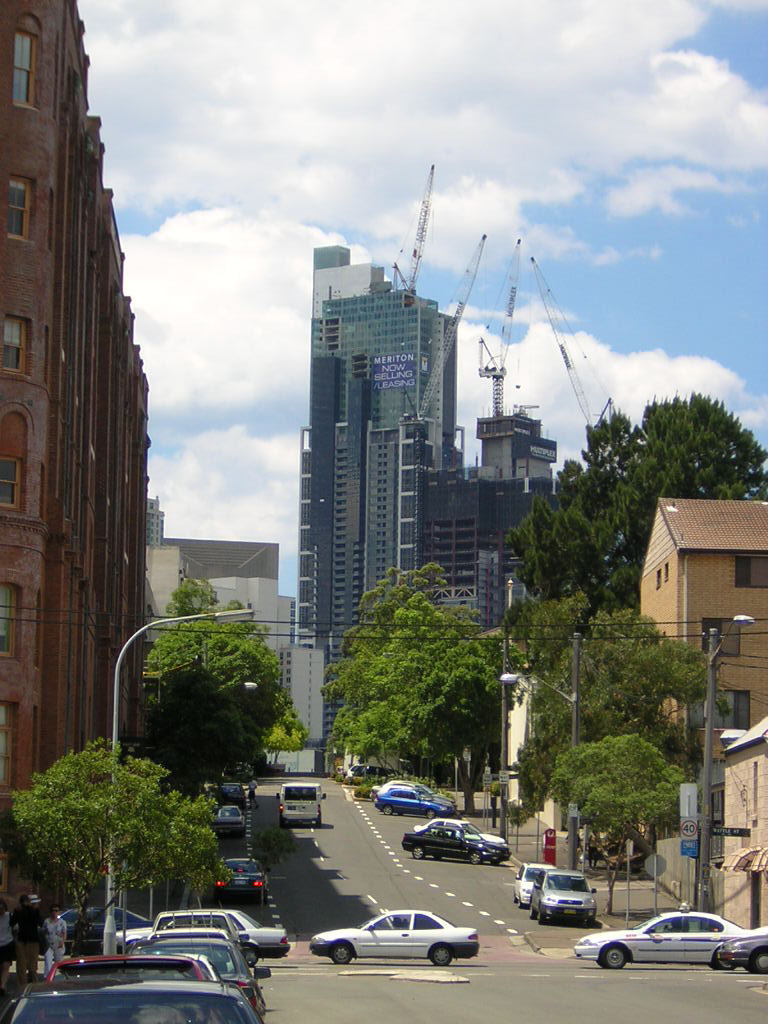
La torre en 2004, justo antes de la finalización

World Tower es un rascacielos de 230 m (755 pies) de altura situado en 91 Liverpool Street, Sídney, Australia. La construcción comenzó en 2001, y fue completada en 2004. Fue construido por Meriton Apartments Pty Ltd, propiedad del promotor Harry Triguboff. World Tower obtuvo bronce en el Premio de Rascacielos Emporis de 2004, y fue brevemente el edificio residencial más alto de Australia. El arquitecto fue Nation Fender Katsalidis.
World Tower consta de 73 plantas por encima del suelo, 10 sótanos, 15 ascensores y 701 unidades residenciales. Cada una de las tres secciones residenciales del edificio tiene una piscina, spa, sauna, gimnasio, sala de juegos, un driving range virtual, y un teatro privado de 24 asientos. Las zonas de piscina y spa en las plantas 38 y 61 ofrecen vistas 180° de Sídney. También hay un centro de atención infantil situado en el edificio.[cita requerida]
Situada en la base de World Tower está World Square, un centro comercial con un supermercado Coles, varias tiendas de comida, y otras tiendas especializadas. Los autobuses públicos se detienen fuera de World Square, y también es servido por la Estación World Square de Sydney Monorail.